# Porphyrinia albobasalis
Porphyrinia albobasalis är en fjärilsart som beskrevs av Arnold Spuler 1907. Porphyrinia albobasalis ingår i släktet Porphyrinia och familjen nattflyn. Inga underarter finns listade i Catalogue of Life.